# Sonata per pianoforte n. 3 (Tippett)
La Sonata per pianoforte n. 3 è la terza di quattro sonate per pianoforte, composta nel 1973 da Michael Tippett.
È stata scritta undici anni dopo la sua seconda sonata e dieci anni dopo la sua ultima sonata per tastiera, un anno dopo il completamento della sua terza sinfonia.
Lo spartito fu commissionato dal pianista Paul Crossley che ne richiese la creazione. È dedicata ad Anna Kallin.

## Struttura
Il lavoro si compone di tre movimenti e lo spettacolo dura poco più di venti minuti.
1. Allegro: movimento che lavora sull'indipendenza delle mani alle estremità della tastiera in un approccio contrappuntistico.
2. Lento: movimento mediano in un approccio armonico che unisce le due mani.
3. Allegro energico